# محمد شقاطی
محمد شقاطی دوسلق ، روستایی از توابع بخش فتح‌المبین شهرستان شوش در استان خوزستان ایران است.

## جمعیت
این روستا در دهستان سرخه قرار دارد و براساس سرشماری مرکز آمار ایران در سال۱۳۹۵، جمعیت آن ۲۰۰۰ نفر (۲۷۰خانوار) بوده‌است.